# Czawdarci (obwód Wielkie Tyrnowo)
Czawdarci (bułg. Чавдарци) – wieś w Bułgarii, w obwodzie Wielkie Tyrnowo, w gminie Elena. W 2024 roku pozostał 1 mieszkaniec.